# Čiovo
Čiovo (italsky Bua) je chorvatský ostrov v Jaderském moři u pobřežní části Střední Dalmácie, západně od Splitu západním ústí zátoky Kaštela.
V nejdelším místě je ostrov dlouhý přibližně 15,3 km a široký až 3,5 km, což jej činí rozlohou 17. největším ostrovem Chorvatska. Nejvyšším bodem ostrova je Rudine s výškou téměř 220 m.
Na severozápadní straně je ostrov spojen s městem Trogir zvedacím mostem, který byl po dlouhou dobu jediným spojením ostrova s pevninou. 17. července 2018 byl východně od starého mostu zprovozněn zvedací most nový, téměř 550 m dlouhý, který znatelně ulevil dopravě ve městě.

## Osídlení
Trvale na Čiovu žije asi 4500 obyvatel. Kromě části města Trogir na ostrově leží šest dalších obcí: Slatine, Arbanija, Mastrinka, Žedno, Okrug Gornji a Okrug Donji.

## Název ostrova
Navzdory rozšířenému mínění, že název ostrova Čiovo pochází z chorvatských slov „čí je to?“ (chorvatsky: „Čije je ovo?“), původ názvu je latinský. Pochází z výrazu caput Iovis, což lze přeloži jako „Hlava Jupiterova“.

## Historie
V době Římské říše se ostrov nazýval Bavo, Boa, Boae nebo Bua. Zmiňuje ho Plinius ve své Naturalis historia 3.26. V době Římského císařství sloužil ostrov jako místo vyhnanstv pro lepratiky. V té době zde bylo několik menších osad. V zátoce Supetar poblíž vsi Slatine byly objeveny zbytky předrománského kostelíka sv. Petra. Mezi dochované stavby patří rovněž předrománský kostelík Panny Marie na pobřeží (Gospa pokraj mora) a středověký kostel sv. Mořice (Sv. Mavro) ve vsi Žedno.
V 15. století se počet obyvatelstva na Čiovu zvýšil díky přílivu uprchlíků před Turky. Současně s tím se rovněž předměstí Trogiru rozšířilo až na Čiovo. Mezi další dochované památky patří dominikánský klášter s kostelem sv. Kříže založený v osadě Arbanija roku 1432.
K zajímavým místům ostrova patří rovněž poutní kostel Panny Marie Prizidnica ze 16. století v obci Slatine na východní straně ostrova, vystavěný na skalním ostrohu.

## Galerie

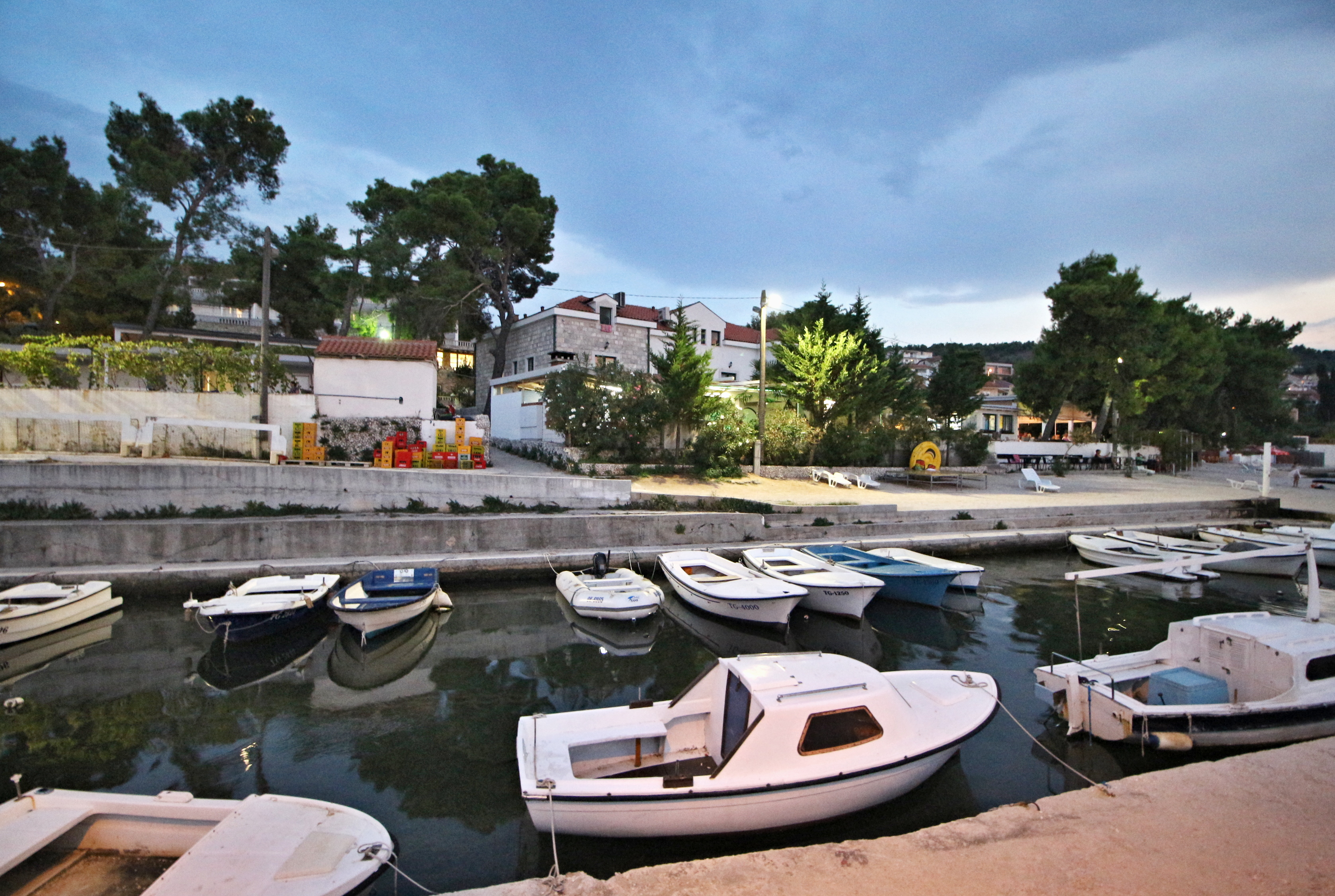
Čiovo, obec Arbanija s kotvištěm malých lodí
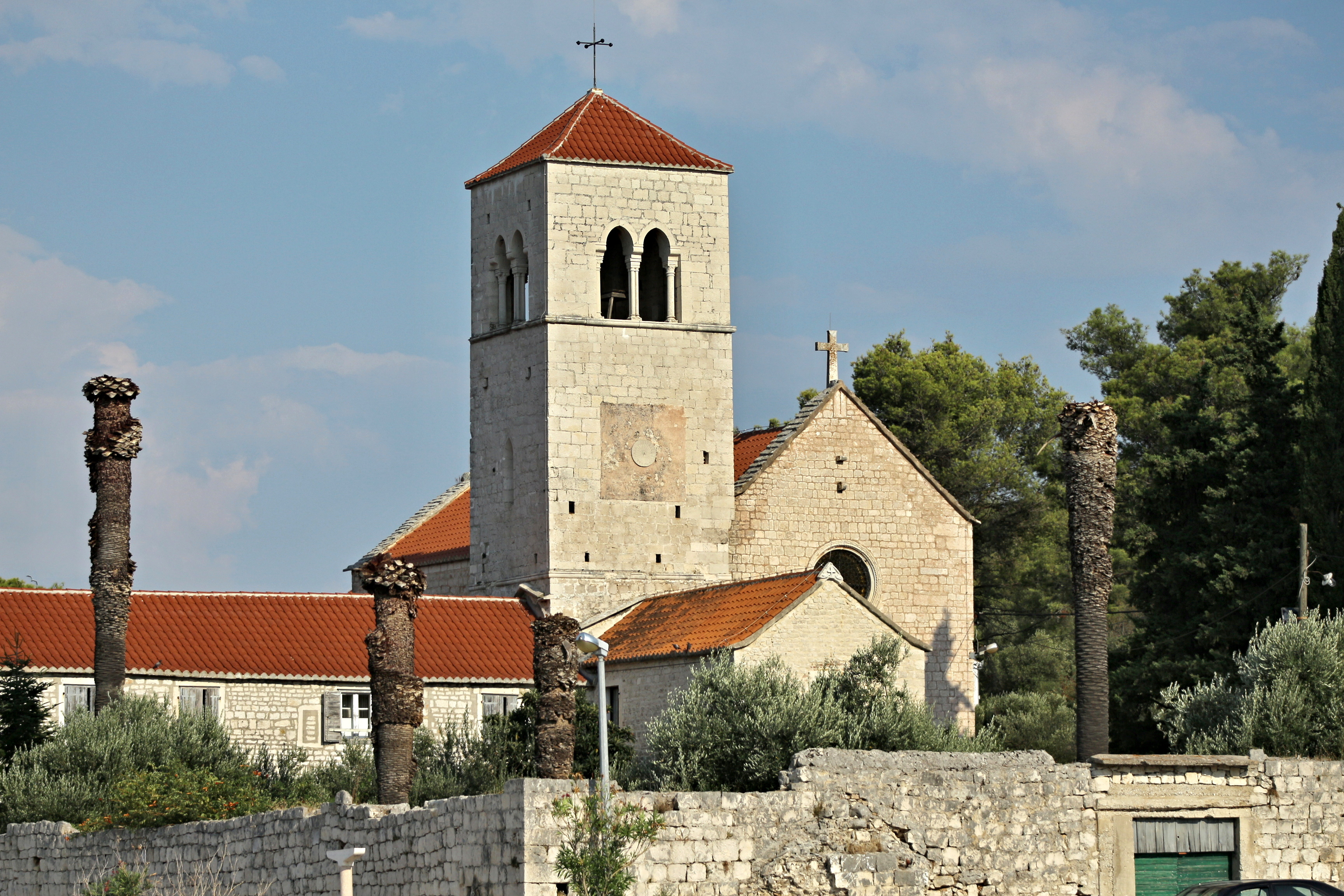
Arbanija, dominikánský klášter s kostelem sv. Kříže
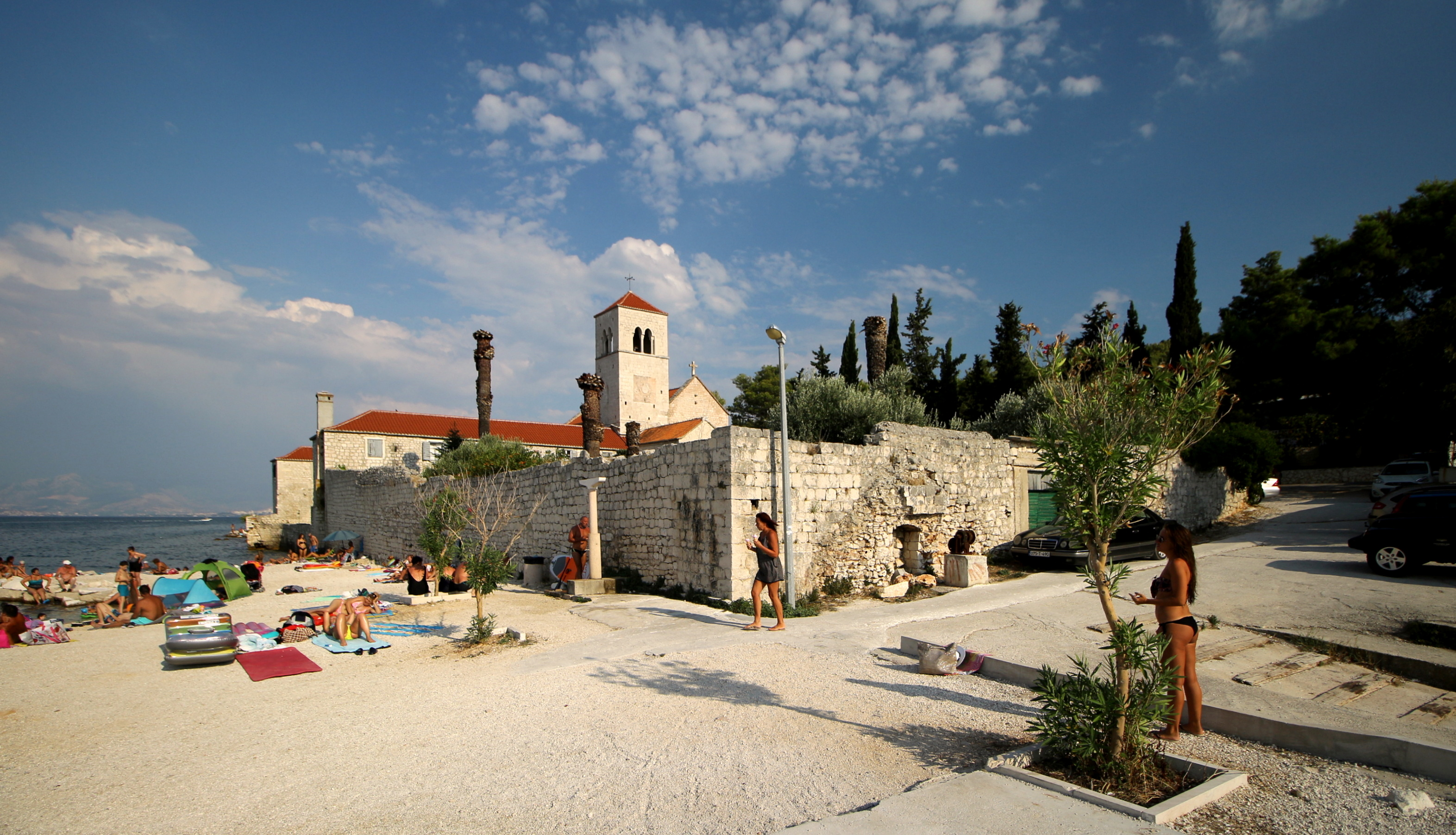
Arbanija, dominikánský klášter
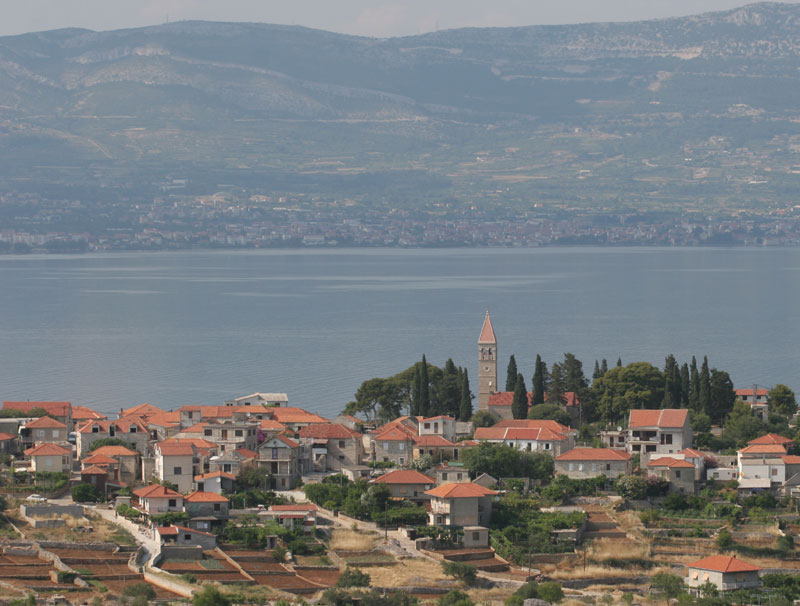
Obec Slatine s kostelem Nanebevzetí Panny Marie
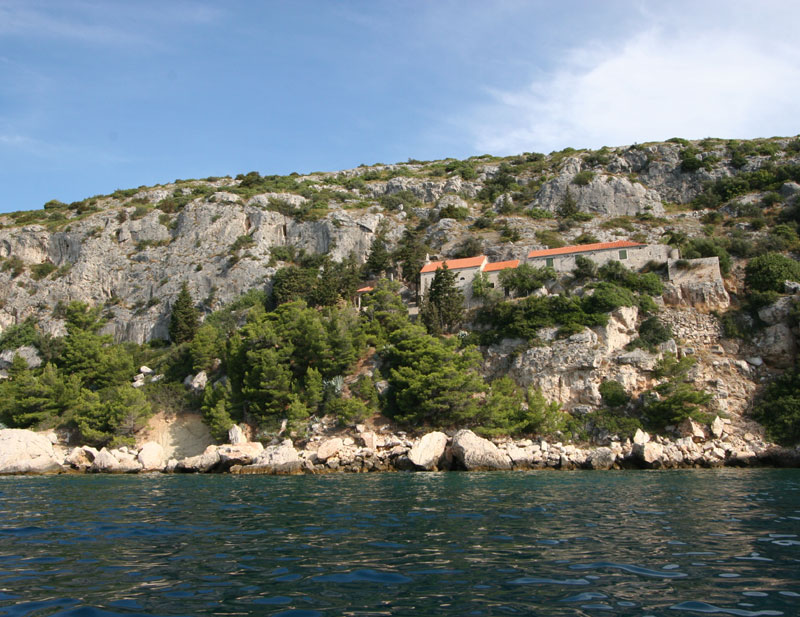
Prizidnica
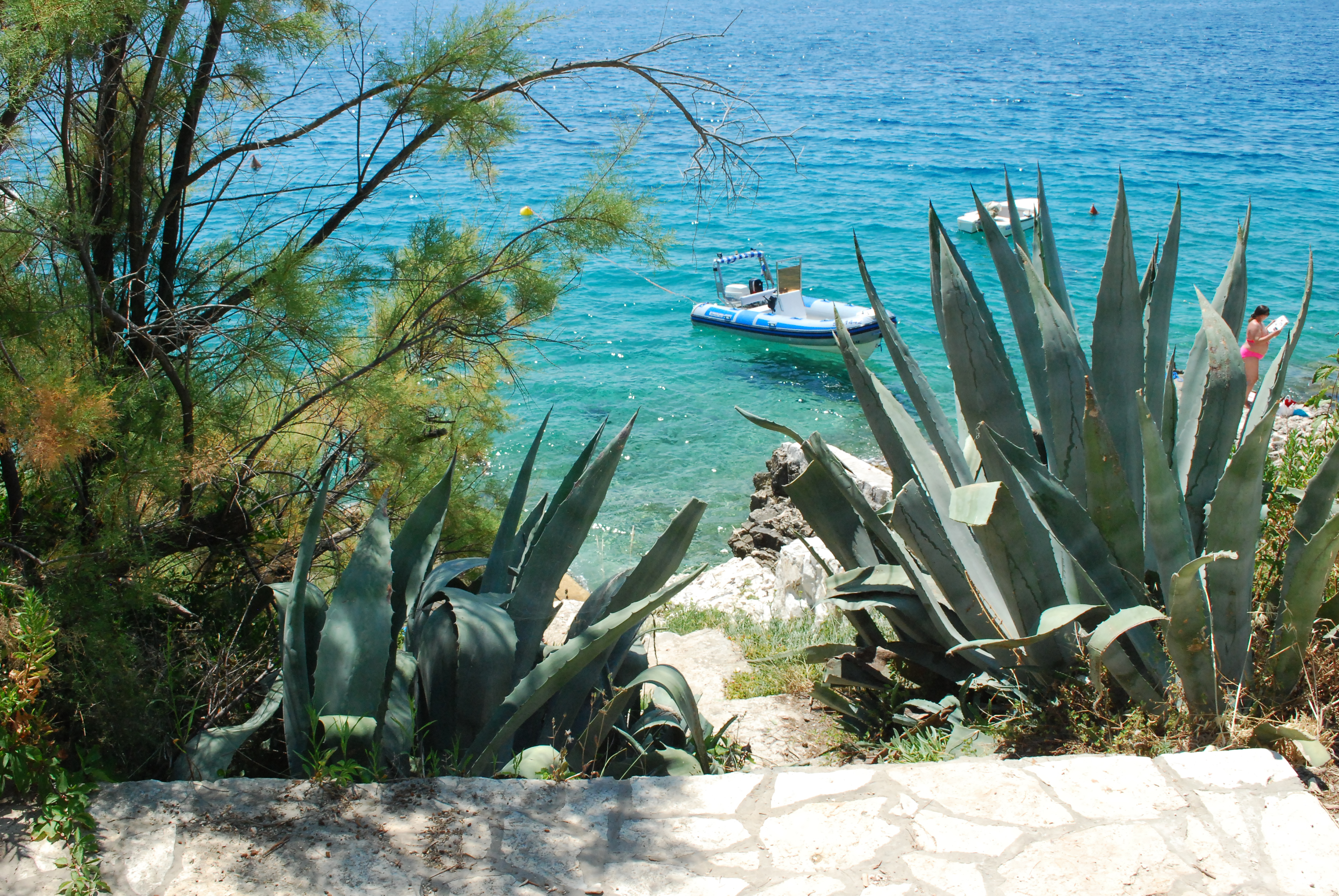
Okrug Gornji
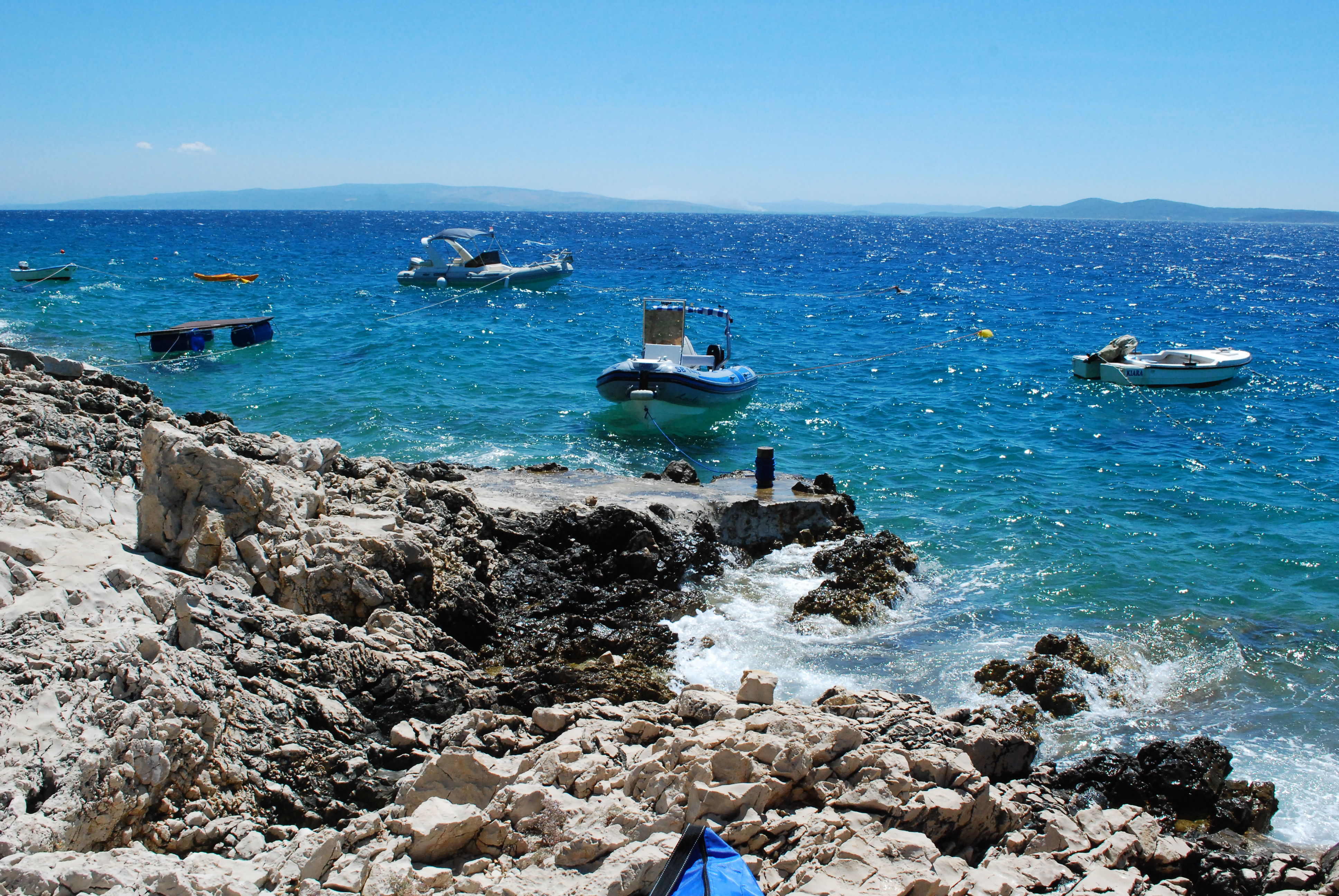
Okrug Gornji, pobřeží